# 徐司馬
徐 司馬（じょ しば、生年不詳 - 1393年）は、元末明初の軍人。字は従政。本貫は揚州。

## 生涯
元末の兵乱で家族を失い、9歳のときに朱元璋に庇護された。朱元璋の養子となり、朱姓に改め、馬児と呼ばれた。成長すると、朱元璋に近侍した。朱元璋が婺州を占領すると、司馬は総制に任じられ、常遇春を補佐して婺州を守った。至正27年（1367年）、金華衛指揮同知に任じられた。洪武元年（1368年）、李文忠の北伐に従い、元の宗王慶生を捕らえた。杭州衛指揮使に抜擢され、ほどなく都指揮使に進んだ。洪武帝（朱元璋）の命により徐姓にもどされた。
洪武9年（1376年）、河南に移鎮した。ときに開封府が北京とされると、司馬は開封府の軍事を委ねられ、馮勝らとともに重んじられた。洪武19年（1386年）、南京に入朝し、中軍都督府僉事に抜擢された。洪武25年（1392年）、左副総兵として藍玉の下で建昌を攻撃し、越巂を討った。洪武26年（1393年）1月、帰還途中の成都で死去した。追って藍玉の獄に連座し、かれの二子はいずれも罪に問われた。